# Calamus depauperatus
Calamus depauperatus là loài thực vật có hoa thuộc họ Arecaceae. Loài này được Ridl. mô tả khoa học đầu tiên năm 1916.